# Yeoseo-dong
Yeoseo-dong (koreanska: 여서동)är en stadsdel i staden Yeosu i provinsen Södra Jeolla, i den södra delen av Sydkorea, 320 km söder om huvudstaden Seoul. .